# Seudyra
Seudyra là một chi bướm đêm thuộc họ Noctuidae.